# R de la Llebre
R de la Llebre (R Leporis) és un estel variable de la constel·lació de la Llebre, prop del límit amb Eridà. Visualment és un estel d'un color vermell vívid, la lluentor del qual varia entre magnitud aparent +5,5 i +11,7. Descobert per John Russell Hind en 1845, és també conegut com a «Estel carmesí de Hind».
A una distància aproximada de 1100 anys llum, R de la Llebre pertany a la rara classe d'estels de carboni, sent el seu tipus espectral C6. En aquests estels, els compostos de carboni no permeten passar la llum blava, per la qual cosa tenen un color vermell intens. En R de la Llebre la relació carboni-oxigen estimada és 1,2, més del doble que l'existent en el Sol. Té un radi entre 480 i 535 vegades més gran que el radi solar, equivalent a 2,2 - 2,5 UA. Si estigués al centre del sistema solar, la seva superfície s'estendria més enllà de l'òrbita de Mart. La seva temperatura superficial, extremadament baixa per a un estel, està compresa entre 2050 i 2290 K. Brilla amb una lluminositat entre 5200 i 7000 vegades superior a la del Sol, sent la major part de l'energia radiada com a radiació infraroja.
R de la Llebre és un estel variable Mira, variant en grandària, temperatura i lluminositat. El seu període d'oscil·lació és de 430 dies, encara que superposat a aquest existeix un període més llarg, d'uns 40 anys. L'origen del període més llarg pot estar relacionat amb l'expulsió d'una closca de pols per part de l'estel.